# بيتوي
البيتوي (الاسم العلمي: Pitohui)، جنس طير من فصيلة الطيور الصفارية المتوطنة في بابوا غينيا الجديدة.